# André Cellard
André Cellard est un homme politique français né le 19 mars 1921 à Rabat (Maroc) et mort le 11 mars 1999 à Neuilly-sur-Seine (Hauts-de-Seine). Peu connu du grand public, il était qualifié d'homme de l'ombre du président François Mitterrand .

## Biographie
Licencié en droit (Facultés de droit d'Aix-en-Provence et de Paris 1 Sorbonne). Diplômé d'études supérieures d'économie politique, droit privé et droit public. Docteur ès sciences politiques. Résistant, condamné le 14 décembre 1940 pour faits de résistance par le tribunal militaire de Casablanca. Réfractaire au STO, membre des maquis "Mouvements unis de Résistance" et "Organisation de résistance de l'armée".
Député socialiste du Gers de 1978 à 1981, il est nommé par le président Mitterrand, secrétaire d'État à l'agriculture du 22 mai 1981 au 24 mars 1983, dans les deux premiers gouvernements de Pierre Mauroy, puis président de la Compagnie nationale du Rhône. Il refuse par la suite les autres postes ministériels qu'on lui propose[réf. nécessaire].
André Cellard a été avocat à la cour d'appel d'Aix-en-Provence du 30 juillet 1944 au 4 avril 1945,  puis avocat au barreau de Paris du 4 décembre 1945 au 12 mars 1999. Peu après la guerre, il créa un salon dans lequel le Tout-Paris venait débattre des sujets d'actualité[réf. nécessaire] et devint l'avocat du prince Félix Youssoupov. Ami personnel de longue date du président François Mitterrand, il fut son conseil personnel de 1945 à 1995. Engagé au sein de la Fédération de la gauche démocrate et socialiste, dont il était le secrétaire général, il était également un proche du fondateur de Canal Plus, André Rousselet et de Georges Bérard-Quélin, fondateur du Siècle. 
Il était administrateur de la Société générale de presse, fondée par Georges Bérard-Quélin.
En 1990, il soutient une thèse de doctorat en sciences politiques à l'Université d'Aix-Marseille,.